# Marble Hornets
Marble Hornets, talvolta scritto anche MarbleHornets (in italiano Calabroni di marmo), è stata una webserie statunitense di genere ARG pubblicata su YouTube dal 20 giugno 2009 al 20 giugno 2014.
Il primo episodio venne postato il 19 giugno 2009 sul sito inglese Something Awful dal suo ideatore, Troy Wagner, e il giorno dopo su YouTube. In tutto sono stati lanciati 92 episodi sul canale principale (83 entry pubblicate da Jay e Tim, 5 entry pubblicate da ToTheArk, 3 semi-entry e l'introduzione) e 39 video di "ToTheArk" (canale collaterale creato sempre da Wagner per rendere la trama ancora più intricata) che, insieme, compongono la storia della serie.

## Sinossi[2]
La serie segue le vicende di Jay, un ragazzo che cerca di scoprire che cosa sia accaduto al suo amico Alex durante le riprese di un progetto per la scuola di cinema che frequentava, intitolato "Marble Hornets". Alex stava infatti lavorando a questo progetto in modo sporadico per circa due mesi prima di fermarsi all'improvviso senza alcuna spiegazione, ritirandosi addirittura dal gruppo che aveva creato per il film portando con sé le cassette che aveva registrato. Jay chiede di averle e lui gliele consegna, con le esplicite istruzioni di non nominarle mai più in sua presenza. Alex poi si trasferisce dalla scuola, rompendo ogni contatto con il suo amico. Tre anni dopo, costui si ricorda delle registrazioni e incomincia a guardarle per capire il motivo dell'improvvisa interruzione della produzione. Però entra in contatto con fenomeni strani e inquietanti che li circondano e soprattutto con il personaggio misterioso conosciuto solo come "L'Operatore".

## Trama

### Prima stagione[3]

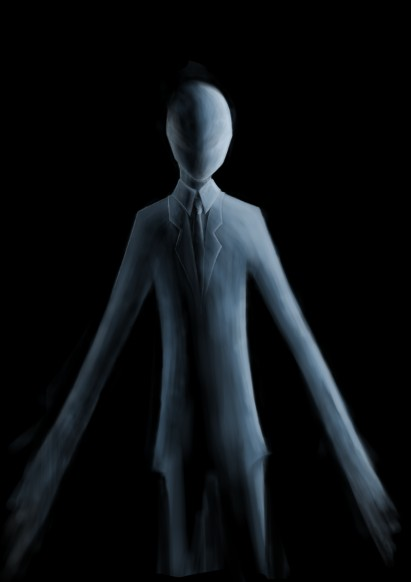
Illustrazione dell'Operatore. Si notano subito varie rassomiglianze con lo Slender Man, ma i creatori più volte hanno detto di aver solo preso ispirazione da esso e che le due entità sono separate e distinte.

Tutto inizia con Jay che spiega come, nel 2006, si sia fatto dare dall'amico Alex Kralie delle cassette che documentano la produzione di Marble Hornets, il film amatoriale su cui questi stava lavorando ma che ha abbandonato, poiché disturbato da una misteriosa figura senza volto (chiamata "Operatore", sebbene in tutta la serie non viene mai menzionato il suo nome se non su alcuni disegni di Alex) che compare più volte sui nastri (caricati su YouTube singolarmente sotto varie "entry") e da dei messaggi criptici e disturbanti (postati sul sito come risposta) da un altro canale chiamato "Totheark". Egli interroga personalmente Tim, l'unico membro del cast del progetto che è in grado di reperire, ma lui non sa nulla della faccenda. Poco dopo, una fonte anonima indirizza il giovane in una casa abbandonata dove si pensa possa nascondersi Alex, una volta appartenente a un amico di quest'ultimo nonché uno degli attori di Marble Hornets, Brian. Ispezionando l'abitazione, Jay trova dei fogli con dei disegni simili a quelli che Alex faceva e delle pillole. Ci ritorna una seconda volta e
incontra una figura mascherata al piano di sotto, che lo attacca. Riesce a fuggire e si ritrova nella sua auto in mezzo al bosco, non sapendo come ci sia finito.
Jay comincia a manifestare sintomi da paranoia e perciò imposta una telecamera di sicurezza in casa sua per scovare le eventuali anomalie che potrebbero verificarsi durante il suo sonno. In una delle registrazioni notturne vede infatti che l'uomo mascherato in qualche modo è riuscito ad entrare nella sua camera da letto e a rapirlo. Come prima, il protagonista non ha memoria dell'incontro di quella sera e del suo rapimento. Egli trova però conferma di questi avvenimenti in un video di ToTheArk che mostra lui nel corridoio dell'abitazione di Brian in uno stato di incoscienza e nelle immediate vicinanze dell'Operatore. Ancora più confuso, decide allora di cercare altri indizi sui nastri finali della produzione di Marble Hornets, trovando una registrazione in cui Tim, mentre legge il copione del lungometraggio, si sente male e prende per calmarsi delle pillole contenute in una boccetta arancione. Grazie ad un suggerimento trovato su uno dei fogli, Jay visita un luogo vicino ad uno dei set del progetto, una specie di torre rossa, una volta utilizzata come parete per l'arrampicata. Salito sulla costruzione, egli trova un nastro, probabilmente lasciato lì dal misterioso persecutore, che contiene un filmato in cui Alex e il suo cameraman Seth esplorano un locale caldaie sotterraneo in un luogo non identificato e vengono attaccati da un'entità sconosciuta, che prende Seth. Kralie riesce a fuggire e nell'ultima parte della registrazione, tornato a casa, dice che tutta la troupe di Marble Hornets è andata.
Jay penetra nella casa di Brian un'altra volta e lì incontra L'Operatore, che gli fa perdere conoscenza e gli rompe anche la videocamera. Si ritrova di nuovo nella sua dimora, che deve però lasciare a causa di un messaggio intimidatorio di ToTheArk. Qualche tempo dopo, apprende da un suo conoscente che essa è stata completamente bruciata. Quindi, preso dallo sconforto, decide di lasciar perdere tutto, senonché riceve un giorno una misteriosa cassetta per posta. In essa si vede Alex che vive tranquillamente con la sua ragazza, Amy, che lo filma con la sua vecchia videocamera, mette il ragazzo in uno stato di disagio. Questa quiete viene però rotta dall'apparizione dell'Operatore che spaventa la giovane e la costringe a fuggire. Purtroppo non si capisce come vada a finire, in quanto la registrazione si fa mossa ed incomincia a glitchare, per poi terminare con l'inquadratura della parola 'HELP' scritta su uno sfondo rosso. A questo punto Jay, vedendo che Alex ha bisogno del suo aiuto, ritrova il suo coraggio ed è determinato a ritrovarlo.

### Seconda stagione[4]
Dopo sette mesi alle calcagna di Alex, Jay si sveglia in un hotel con il ricordo di quel lasso di tempo completamente rimosso. Ritiene che l'unica cosa che possa fargli ritornare la memoria sia dentro la cassaforte della sua camera, ma non sa la combinazione per aprirla. Ben presto scopre che non è l'unico ad essere in questa strana situazione: infatti la ragazza della stanza a fianco alla sua, Jessica, confessa di avere anche lei un enorme vuoto di memoria. Allora decide di lasciar perdere il contenuto della cassaforte e di fuggire con la giovane, che però scompare senza lasciare traccia mentre sta raccogliendo le sue cose. Al suo posto Jay trova una nota con la combinazione della cassaforte. Aperta questa, scopre al suo interno tantissimi nastri e un disco rigido. Ma come li mette nella borsa, l'uomo mascherato irrompe nella sua stanza e lo attacca. Jay è in grado di reagire e fugge dall'hotel, mentre l'aggressore tenta zoppicando di inseguirlo.

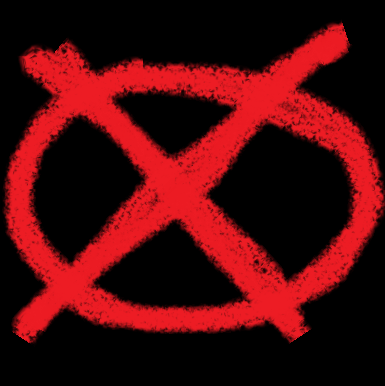
L'"Operator Symbol" formato da un cerchio con una X, simbolo ricorrente nella serie, legato all'influsso e alla presenza dell'Operatore.

I nastri, come ipotizzava Jay, documentano ciò che è avvenuto durante i sette mesi perduti dalla memoria. Essi raffigurano il giovane che visita Rosswood Park, un grande parco nelle vicinanze del luogo dove abitava, indagando sul mittente del nastro che mostra l'incontro di Amy con l'Operatore. Successivamente egli riesce a trovare l'indirizzo, che porta ad una casa abbandonata, che visita due volte. Alla seconda incontra pure Alex, che trova l'uomo mascherato, che deve però combattere, subendo anche una pugnalata con un coltello. Ma alla fine, con l'aiuto di Jay, riesce a legarlo e a togliergli la maschera, scoprendo che si tratta di Tim. Poi sotto lo sguardo spaventato dell'amico, prende un blocco di cemento e gli rompe la gamba, per assicurarsi che non li segua più. Usciti dalla fatiscente abitazione, Alex promette a Jay che presto lo chiamerà. Lungo la strada, l'Operatore ritrova Alex e lo fa impazzire.
Dopo, Alex chiama Jay per dirgli di incontrarlo a Rosswood Park per discutere sul da farsi. Jay arriva al luogo prescelto, ma non trovando il compagno, inizia a vagare nel bosco, imbattendosi nell'Operatore in una radura. Allora preso dal panico lascia cadere la fotocamera e fugge. Subito dopo una misteriosa figura incappucciata e con un passa montagna prende l'apparecchio e lo riporta nella macchina del ragazzo. Intanto Alex, giunto più tardi al parco, si addentra da solo nella foresta e incrocia Jay che sta scappando. Usciti entrambi dal bosco, i due stringono una traballante alleanza per ritrovare Amy.
Cala la notte e Tim (mascherato) attira Alex fuori dalla sua casa e con l'aiuto dell'altro figuro con la testa incappucciata, tenta di ucciderlo ma fallisce nel suo piano. 
Jay non riesce più a contattare Kralie per un lungo periodo di tempo e comincia così a nutrire alcuni sospetti nei suoi confronti che lo portano, una volta che riescono finalmente a ritrovarsi, ad un litigio. Egli costringe il coetaneo a dargli il numero di telefono della compagna di stanza di Amy, Jessica, in quanto non ha altri appigli a cui aggrapparsi.
Jay segue per l'ennesima volta Alex, osservando le sue azioni. Lo segue nelle sue numerose visite a Rosswood Park ma ben presto deve smettere poiché l'altro si è accorto, mentre è seduto in un tunnel nel bel mezzo del bosco, della sua presenza. Analizzando il suo disco rigido però, il protagonista rinviene il filmato di quella medesima occasione fatto però da Kralie. Si vede quindi che, dopo la fuga di Jay, un signore barbuto domanda ad Alex cosa stia facendo e questi si infuria e lo uccide schiacciandogli la testa per ben quattro volte con una grande roccia (scena che è stata rimossa da Jay). Appare all'improvviso l'Operatore e prende il corpo.
Jay perciò irrompe nella casa di Alex per trovare qualche cosa che possa rivelare le sue vere intenzioni e afferra un nastro prima di partire. In questo sono registrati Kralie e Brian durante le riprese esterne di un ospedale abbandonato. Si palesa nuovamente l'Operatore che fa sparire Alex. Brian, con l'intento di ritrovare il compagno per andarsene da lì, comincia a scappare e in una stanza dell'edificio scopre Tim rannicchiato sul pavimento per poi essere attaccato da una forza invisibile che lo trascina fuori dall'ambiente.
Alex contatta Jay, dicendogli di portare Jessica e di incontrarlo a Rosswood Park, poiché ha qualcosa di importante da mostrare loro riguardo Amy. Una volta che i tre sono da soli in un capannone però Alex estrae una pistola e la punta sulla coppia. Fortunatamente prima che Alex possa sparare, il mascherato Tim interviene e lo soggioga, permettendo alle vittime di fuggire in un hotel, dove vengono scoperte dall'Operatore che gli fa perdere i sensi, cancellandogli la memoria di quei sette mesi.
Dopo aver ricostruito i fatti avvenuti in quel periodo grazie alle cassette, Jay è determinato a fermare Alex prima che danneggi qualcun altro. Mentre cammina attraverso la città vede Tim senza maschera e con un comportamento "normale". Jay lo segue, poiché è l'unica persona rimasta che può aiutarlo.

### Terza stagione[5]
Dopo aver pedinato ed osservato Tim, scoprendo che egli va a fare delle visite psichiatriche in uno studio medico locale, Jay gli chiede una mano nelle indagini con il pretesto di finire Marble Hornets. Egli riesce ad ottenere più filmati, che l'amico teneva dentro casa, registrati durante la produzione del film. Guardandoli, scopre che Alex aveva attaccato Tim mentre erano a fare un sopralluogo presso l'ospedale abbandonato e che lo aveva lasciato all'Operatore. Si spiega così il motivo per cui Brian lo aveva trovato seduto in un angolo in quel posto. Allora Jay propone al compagno (che accetta con riluttanza) di visitare l'edificio abbandonato. Lì incontrano l'uomo incappucciato, che Jay insegue fino a perdere le sue tracce. Questo suo improvviso comportamento rende sempre più sospettoso Tim, che non crede che le intenzioni di Jay siano proprio quelle di completare l'opera di Alex. I due alla fine decidono di salutarsi ed ognuno va per la sua strada.

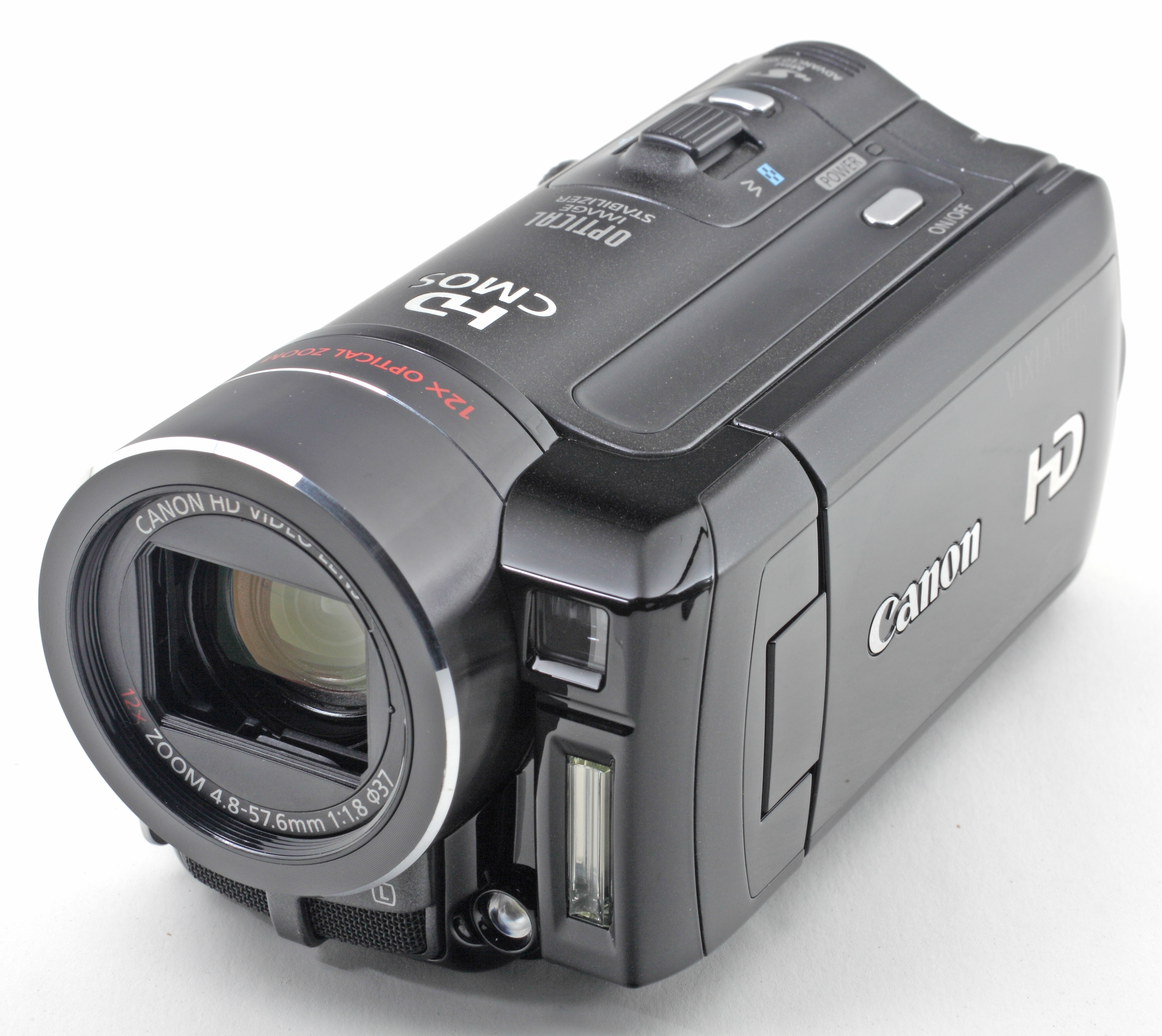
Una videocamera Canon, molto simile a quella utilizzata da Jay nella serie.

Tim fa una ricerca su Internet per Marble Hornets (scena che non si vede nella serie) e trova tutte le inserzioni pubblicate su YouTube da Jay, scoprendo così tutte le azioni che aveva fatto inconsciamente mentre era mascherato e di come si era rotto la gamba. Perciò domanda a Jay di incontrarlo in un parcheggio di sera ma quando i due si incontrano, egli lo prende a pugni in faccia, furioso del fatto che gli aveva mentito solo per vedere i nastri e andare all' ospedale. Sostiene inoltre di non ricordarsi affatto delle cose fatte quando era mascherato e critica Jay per aver tentato di trascinarlo di nuovo in quella situazione e di aver rovinato la sua vita così come quella di Jessica.
Qualche tempo dopo Jay va ad esplorare nuovamente l'ospedale abbandonato da solo e scopre un cunicolo sotterraneo molto stretto dove pensa possa essere fuggito il ragazzo incappucciato l'ultima volta che si sono incontrati. Decide quindi di andarci e, mentre vi si addentra, rinviene dei referti medici appartenenti a Tim e lo stesso pupazzo trovato da lui a casa di Brian. Spaventato, cerca di andarsene, ma all'improvviso sbuca dal nulla l'Operatore che incomincia a braccarlo. Fortunatamente riesce ad uscire dall'anfratto e a seminare il mostro.
Tornato a casa però, egli nota con disperazione che il suo account YouTube è stato violato dall'uomo incappucciato, che vi ha caricato un video in cui fa irruzione nella casa di Tim e ruba alcuni suoi farmaci, per farlo ritornare schizofrenico come quando indossava la maschera. E riesce nel suo intento, perché quando Jay si reca al Rosswood Park per cercare Tim, questo, mascherato, lo sorprende e lo tramortisce portandolo via con lui. Jay si risveglia la mattina dopo in una baracca decrepita sperduta nel parco accanto all'amico svenuto. Dopo essersi orientati un po', decidono di perdonarsi e di allearsi insieme per andare in fondo alla questione una volta per tutte.
Jay e Tim indagano in alcuni set chiave in cui Jay e Alex erano stati anni addietro per Marble Hornets, al fine di trovare eventuali indizi utili a capire cosa ha fatto Kralie dopo aver tentato di uccidere Jessica e Jay. Mentre stanno attraversando il tunnel di Rosswood Park, Jay riceve una telefonata proprio da Alex, che gli ordina di andarsene immediatamente da quel luogo. Tim improvvisamente viene colto da un attacco di tosse ed è incapace di scappare. Arriva l'Operatore che si avvicina alla coppia e Jay è costretto a fuggire lasciando l'amico in balia della creatura. Costui è sottoposto a torture fisiche e mentali, immerso nell'acqua di un torrente, trascinato lungo la terra e teletrasportato in più posti, come per esempio in un mondo oscuro in cui si trova il cadavere non decomposto dell'uomo terminato da Alex nel tunnel a Rosswood Park. Egli riesce però a fuggire nei boschi e a tornare alla sua auto, arrivando anche prima di Jay, che infatti si stupisce nel vederlo così presto. Quindi, dopo aver fissato vuotamente il compagno, se ne va all'ospedale abbandonato, dove subisce un ennesimo crollo mentale a causa della dose massiccia di farmaci che ingerisce per calmarsi.
Tempo dopo, Tim chiede a Jay di tornare all'ospedale con lui, il luogo in cui confessa di essere stato un paziente mentale. Egli ammette inoltre di essere tormentato dal senso di colpa della possibilità che le allucinazioni che ha dovuto sopportare da bambino fossero le numerose apparizioni dell'Operatore e che lui lo abbia in qualche modo portato in vita. Mentre perlustrano l'edificio vedono la figura incappucciata e furtivamente la seguono. Ad un certo punto questa si reca in una stanza e controlla se la cassetta sul pavimento fosse già stata trovata e poi scappa attraverso la vegetazione circostante. Jay la recupera e riesce con molta fatica a ricavarne qualcosa, dato che era piena di sporco e leggermente danneggiata.
Questa cassetta mostra Alex che vaga per l'ospedale in cerca di Tim ma che viene fermato dall'uomo incappucciato che lo stordisce con un colpo in testa con una sbarra di ferro. Jay conclude che la loro posizione non è più al sicuro e teme che Kralie possa trovarli molto presto. Decide allora di fuggire con l'amico nella città dove Alex aveva originariamente vissuto e frequentato l'università. Arrivati in questo posto, si dirigono nel parco dove si doveva realizzare Marble Hornets e indagano nei pressi della torre rossa, dove incappano in alcune buche nel terreno, nelle quali ci sono decine di nastri bruciati. Jay riesce a salvarne due: in una è registrata la notte in cui la sanità mentale di Alex ha cominciato a deteriorarsi, che porta a pensare che i filmati siano stati arsi per proteggere Amy dall'Operatore; nell'altra c'è invece il filmato di quando Jay era andato da Kralie per chiedergli le cassette del film: si vede il protagonista prendere le buste con i nastri ma che appena fuori dalla casa dell'amico viene quasi strangolato da quest'ultimo prima di essere assalito dall'Operatore. Jay non ricorda affatto di essere stato attaccato da Alex quella sera e allora comincia a sospettare che i suoi ricordi siano stati modificati dall'Operatore stesso, ogni qualvolta si incontravano.
Jay e Tim cercano la vecchia casa di Alex e, dopo esservi entrati, non trovano altro che una montagna di disegni che non fanno altro che confermare la macabra ipotesi che il ragazzo abbia dato l'intero cast e la troupe di Marble Hornets in pasto all'Operatore. Tim è inoltre preoccupato per la salute mentale di Jay, poiché questi afferma di vedere delle "cose" che cattura con la videocamera mentre invece nei filmati fatti non appare nulla di anormale. Durante la ricerca nella cantina dell'abitazione, compare l'Operatore. I due riescono a sfuggirgli, ma riesce comunque a seguirli fuori. Jay crolla a terra, mentre Tim riesce a stento a stare in piedi e ad affrontarlo. L'entità all'improvviso svanisce, lasciando i due giovani sotto shock.

Jay (in primo piano) svenuto e Tim che affronta l'Operatore davanti alla casa di Alex durante l'Entry #72.

L'uomo incappucciato nel mentre irrompe di nuovo nell'account YouTube di Jay e carica un lungo video di lui che, dopo aver fatto uso dei farmaci di Tim, entra in casa di quest'ultimo a rubarne degli altri; nel filmato il ragazzo incappucciato svela anche che nella casa si trova un'altra cassetta ma mentre sta controllando se quest'ultima fosse già stata trovata viene spaventato da Alex che, nascosto in soffitta, scende a controllare chi fosse entrato. Nello stupore più totale, i due protagonisti sospettano che Kralie si nasconda in quella casa in attesa di coglierli di sorpresa ed eliminarli. Decidono quindi di andare là a confrontarsi una volta per tutte con lui. Prima che partano Jay si reca dallo stesso studio medico di Tim per fissare degli appuntamenti per sé stesso.
Jay fa delle domande a Tim circa il filmato ma questi risponde in modo sospetto ed evasivo. Giunti all'abitazione, constatano che Alex è stato rapito dal ragazzo incappucciato e sul giaciglio che si era fatto trovano una foto di Amy con un indirizzo sul retro: "79, South Creek Road". Prima di uscire però perlustrano ancora un po' il resto dell'edificio e Jay si accorge che l'amico ha recuperato di nascosto la cassetta e l'ha nascosta nella sua tasca. Perciò, sentendosi tradito, gliela leva in modo aggressivo e fugge via, inseguito dalle urla dell'altro, che dice che non può ancora vederla.
- Tim: Se la guardi adesso vanificherà tutti i nostri sforzi...
- Jay: Io me ne vado.
- Tim: Jay, torna qui...
- Jay: Non seguirmi![6]»

Di fatto, in essa c'è registrato il momento in cui Jessica, dopo essere stata catturata prima dall'uomo incappucciato e Tim mascherato e poi da Alex, viene attaccata e catturata dall'Operatore. Jay allora, infuriato e disperato per questa tremenda rivelazione, fa ritorno alla casa del compagno armato di un coltello a serramanico e fascette, con l'intenzione di avere delle risposte. Tim, dopo averlo disarmato e legato, gli confessa di aver nascosto il nastro per non rovinare la loro collaborazione e perché temeva che Jay lo incolpasse per la fine di Jessica.
Subito dopo si dirige al 79 di South Creek Road, un campus universitario chiamato Benedict Hall dove Amy era andata a scuola pieno di palazzi fatiscenti ed in disuso da vari anni. Jay intanto viene liberato dalla figura incappucciata e si lancia perciò all'inseguimento dell'amico. Lo pedina per tutti i vari percorsi che questi compie nei sotterranei degli edifici del campo, fra caldaie, condutture fognarie e antiche cantine fino a che non viene sorpreso da Alex che, senza dirgli niente, gli spara. Jay si nasconde in una stanza e mentre sanguina ferito dallo stomaco, viene preso dall'Operatore. 
Tim ritrova la sua videocamera solo dopo e, vedendone il contenuto, assiste alla sua morte. Inorridito, giura di portare avanti le orme dell'amico. Di fatto, uscito dal campus, va a prendere il portatile di quest'ultimo, in cui rinviene una registrazione in cui Jay, prima che andasse armato a casa di Tim, si scusa per l'aggressività con cui gli ha sottratto la cassetta, affermando inoltre di non possedere alcun risentimento contro di lui per quello che è successo a Jessica. Tim chiarisce, tramite l'account YouTube, di non aver mai ricevuto il messaggio e sospetta che il compagno fosse stato sotto l'influenza del mostro quando si era presentato a casa sua armato, data l'azione contraddittoria del video.
Successivamente, ToTheArk pubblica un altro video, criptico e corto come i precedenti, che termina con l'espressione "Regards, IABNR" e un breve flash dell'uomo incappucciato.
Tempo dopo Tim rifà capolino al campus e qui si scontra per l'ennesima volta con l'incappucciato, che lo ricatta ridandogli le pillole rubate se accetta di indossare la maschera. Ma proprio in quel momento appare l'Operatore che comincia a teletrasportarli attraverso una serie di luoghi, tra cui una versione distorta della casa di Tim, dove appare il cadavere di Jay. Alla fine i due si ritrovano sul balcone di un finestrone di un palazzo del campo, con l'uomo incappucciato che penzola nel vuoto e Tim che, appena lo vede, lo spinge giù, ammazzandolo. Credendo finalmente di aver punito il misterioso aggressore, Tim scende a recuperare i suoi farmaci e, nel farlo, trova anche un nastro. Purtroppo però viene smaterializzato insieme al cadavere nel mondo oscuro, lo stesso in cui aveva precedentemente rinvenuto il corpo di una vittima di Alex. Lentamente Tim cerca di smascherare il morto, ma non ci riesce poiché viene materializzato nuovamente nell'ospedale abbandonato.

Il logo di YouTube, dove Jay e Tim hanno pubblicato tutti i filmati.

Fatto ritorno a casa, si mette a guardare il contenuto della cassetta, ovvero un'audizione, in cui compare Brian, di Alex per Marble Hornets e i primi incontri di quest'ultimo con l'Operatore. Tim nota con amarezza che la felpa che l'amico indossava allora è la stessa che aveva l'uomo incappucciato e realizza così che i due erano la stessa persona. Sapendo che Alex probabilmente segue l'account Marble Hornets su YouTube, Tim scrive che lo aspetterà a casa sua per uno scontro finale.
Dopo varie settimane di attesa, Tim ritiene di controllare la sua abitazione dall'esterno, da dentro la sua macchina. Una notte Alex si infiltra nell'appartamento e incomincia a bagnare il pavimento con della benzina, sotto gli occhi del protagonista, mentre lo incolpa di essere lui la fonte di tutti i guai, poiché ha incontrato l'Operatore la sera stessa dopo averlo conosciuto. Tim scappa con le chiavi dell'auto e la riserva di pillole mentre Alex dà fuoco a tutto. Viene scoperto successivamente che egli aveva dato fuoco anche all'appartamento di Jay.
Direttosi al Benedict Hall, Tim si scontra con Kralie che, armato di pistola, gli spara vari colpi tuttavia mancandolo. Come se non bastasse, si palesa l'Operatore che, come aveva fatto in precedenza, li teletrasporta in svariati ambienti. Quando questo accade, Alex confessa di aver ucciso tutti coloro che erano stati esposti al mostro per cercare di eliminarlo. Afferma di non aver potuto salvare nemmeno Amy, il che suggerisce che l'indagare sulla sua scomparsa è stato un falso pretesto per attirare Jay nella trappola mortale. Infine conferma il timore di Tim sull'identità del tizio incappucciato e si chiede come ci si senta ad aver ucciso il proprio migliore amico. Segue una estenuante lotta, in cui però Tim ha la meglio ficcando nel collo di Alex il coltello a serramanico di Jay. Questi, ormai ferito a morte, nel suo ultimo respiro, lo prega di uccidere qualsiasi altra persona che sia entrata in contatto con l'Operatore e poi di suicidarsi. Tim soccombe a un attacco di tosse e crolla a terra, lasciando che la creatura prenda il corpo di Alex.

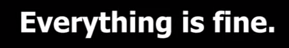
La riga che appare alla fine dell'ultima inserzione della serie.

Quattro giorni dopo, Tim, ricominciati ormai gli appuntamenti con lo psichiatra, incontra Jessica fuori dall'ambulatorio. La conversazione che segue rivela che Tim ha sempre saputo dove la ragazza si nascondesse e che quest'ultima usa le sue stesse pillole. Lei sembra poi non ricordare nulla né del suo passato incontro con l'Operatore né di aver più visto Jay. L'altro la rassicura dicendogli che si è trasferito e che, anzi, pensa di seguire il suo esempio. Il filmato si interrompe e il finale non è chiaro: si vede Tim che si mette alla guida con uno sguardo vuoto e raggiunge un bivio, indicato da un cartello di sole frecce nere, senza alcuna scritta che lasci supporre quale strada prendi. Una riga di testo finale recita: "Everything is fine."

## Personaggi

### Principali
- Jay Merrick: Il protagonista della maggior parte degli episodi della serie. Amico di Alex, partecipa al progetto di quest'ultimo come revisionatore dei copioni dei vari personaggi. È colui che pubblica su YouTube le registrazioni e i filmati contenuti nelle cassette nel tentativo di capire cosa sia successo durante le riprese per Marble Hornets. È interpretato dall'ideatore e co-creatore di tutto il progetto, Troy Wagner.
- Alex Kralie: Recitato da Joseph DeLage, è l'ideatore e regista del lungometraggio amatoriale per la sua scuola di cinema che ha abbandonato senza alcuna apparente spiegazione nonché vero e proprio protagonista della prima metà della prima stagione (episodi 1-14[3]). Per tutto il resto della storia egli è invece l'antagonista principale, insieme all'Operatore.
- Timothy Wright/L'uomo mascherato/Masky: Uno degli attori di Marble Hornets e inizialmente l'unico membro del cast e della crew che Jay riesce a trovare. Soffre spesso di disturbi mentali, in particolare schizofrenia, depressione, e disturbo dissociativo dell'identità, (a cui deve far fronte con sedute mediche e ingerendo farmaci speciali) che lo portano ad assumere una doppia identità: alcune volte è Tim, altre un uomo mascherato che perseguita Jay sotto il controllo del ragazzo incappucciato. Dalla terza stagione diventa il protagonista assieme a quest'ultimo. È interpretato da Tim Sutton.
- ToTheArk: Una canale in cui vengono caricati diversi video criptici di risposta a quelli di Jay. Per la prima stagione viene manovrato dall'uomo mascherato mentre per le altre due dal ragazzo incappucciato.
- Brian Thomas/Il ragazzo incappucciato/Hoodie: Recitato da Brian Haight, Brian doveva essere il protagonista del lavoro di Kralie ma un giorno scomparve. Si pensava fosse stato ucciso dall'Operatore ma ritornò sotto le sembianze di un misterioso tizio incappucciato per contrastare le opere di Alex e Tim, anche se il suo scopo principale è ostacolare l'Operatore.
- Jessica Locke: Una ragazza che Jay incontra nella seconda stagione e che è collegata in qualche maniera con Alex e l'Operatore. Capire cosa le è successo diventerà, tra la seconda e la terza stagione, il punto fisso di Jay che si incolpa per averla trascinata in questa storia. È interpretata da Jessica May.
- The Operator: In italiano l'Operatore, si tratta di un'entità di origine sconosciuta che appare dapprima solo ad Alex durante le riprese di Marble Hornets e poi a Jay, a Tim e a Brian. Possiede diversi poteri tra i quali lo spostarsi liberamente nello spazio-tempo, cancellare la memoria e provocare malfunzionamenti negli apparecchi elettronici. È molto ispirato dal mito dello Slender Man, ma più volte i creatori hanno detto che le due creature sono distinte e separate.

### Minori
- Seth Wilson: Seth era il cameraman di Marble Hornets e si pensa sia stato preso dall'Operatore verso la fine delle riprese per volere di Alex. È interpretato da Seth McCay.
- Sarah Reid: Recitata da Mary Kathleen Bishop, Sarah era un'attrice di Marble Hornets e appare solo nell'Entry #9. Non si sa che fine abbia fatto, ma Alex crede che sia morta.
- Amy Walters: Amy era la fidanzata di Alex all'epoca del progetto Marble Hornets e coinquilina di Jessica. Si vede per bene nell'Entry #26[7], quello in cui fugge dall'Operatore mentre filma Kralie dentro la sua casa. Per tutta la seconda stagione è cercata da Jay e Alex, il quale solo dopo ammette di averla uccisa. È interpretata da Bethann Williams e doppiata da Mai Yamane.
- Skully: Skully è un personaggio che appare nella serie a fumetti di Marble Hornets. Fa una piccola apparizione dietro il buco della porta nella casa di Jay nell'Entry #26.

## Sviluppo e accoglienza

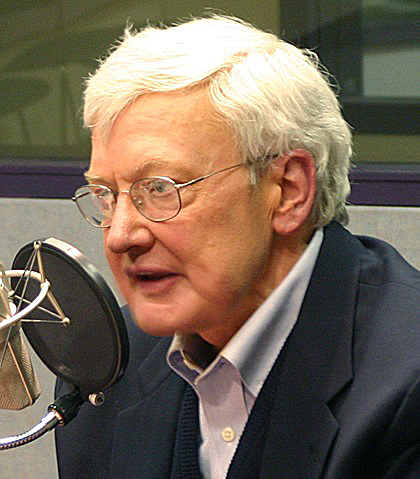
Il noto critico Roger Ebert accolse in modo molto positivo Marble Hornets.

Wagner e DeLage iniziarono a lavorare sul Marble Hornets dopo aver letto del mito dello Slender Man e perché gli piaceva l'idea di creare una serie su YouTube. Il budget iniziale ammontava a 500 dollari, con i quali riuscirono a produrre le prime ventisei inserzioni, editati (così come i successivi) con il software Sony Vegas Pro. Non pensarono ad una durata prestabilita ad ogni episodio poiché mostrare filmati di svariata lunghezza (da mezzo minuto fino a quattordici minuti) avrebbe contribuito a dare alla serie un tocco più marcato di realismo e di casualità degli eventi.
Subito dopo il primo "entry", Marble Hornets divenne molto popolare, venendo addirittura confrontato con altre serie come Lonelygirl15 e Connect with I. Nel 2013, Dread Central lo nominò uno dei "Dieci migliori film amatoriali horror", notando che, anche se «non è tecnicamente un film» contiene ancora un «intricato esame del mitico Slenderman» e si sente «la qualità e i nastri trovati sembrano davvero veri.»
Durante le prime pubblicazioni della prima stagione, la serie venne lodata da Roger Ebert.
Nel maggio del 2014, gli sviluppatori aprirono un Kickstarter per raccogliere fondi per una pubblicazione su DVD della terza stagione. Il risultato fu molto positivo, in quanto, con un obiettivo iniziale di 8000 dollari, riuscirono a guadagnarne 70000. Queste donazioni serviranno per la creazione di altri progetti, tra cui un cofanetto di nuovo materiale supplementare, sotto forma di scene di Alex Kralie di Marble Hornets.
Nonostante la serie sia finita nel giugno 2014, essa è ancora considerata una delle migliori webserie di sempre nonché fautrice di buona parte del successo del mito dello Slender Man (nonostante l'Operatore sia solo ispirato a quest'ultimo) e iniziatrice del sottogenere degli Slender-ARG.

### Spin-off
Il 3 agosto 2015 è stata rilasciata una serie spin-off/sequel di Marble Hornets intitolata Clear Lakes 44, caricata sul canale Youtube della webserie. Tuttavia, ad aprile 2016, la pubblicazione degli episodi è stata interrotta dopo che i membri del team creativo sono andati ognuno per la sua strada, come affermato da Wagner. Il 16 ottobre dello stesso anno un altro seguito però è stato dato alla luce: Eckva.

### Adattamento cinematografico
Nel febbraio del 2013, la rivista Variety ha annunciato che era in cantiere un adattamento cinematografico di Marble Hornets, con Ian Schort alla sceneggiatura, James Moran alla regia e Doug Jones nel ruolo dell'Operatore. Nell'ottobre dello stesso anno, Wagner scrisse sul suo blog che il film era stato completato e che non sarebbe stato una continuazione della serie ma più che altro una storia ambientata nello stesso universo.
Il lungometraggio, intitolato Always Watching: A Marble Hornets Story, venne rilasciato direttamente in video on demand il 7 aprile 2015. Interpretato da Doug Jones, Alexandra Breckenridge e Alexandra Holden, è stato proiettato soltanto in alcune sale prescelte il 15 maggio dello stesso anno. Rispetto alla webserie a cui si ispira, è stato accolto in maniera piuttosto negativa dalla critica.

## Curiosità
- Tutti gli effetti di distorsione audio di totheark vennero creati dal filtro di FruityLoops "Effector".